# カンバーランド郡 (テネシー州)
カンバーランド郡（Cumberland County）は、アメリカ合衆国テネシー州に位置する郡である。人口は約58,230人（2015年推計）。郡庁所在地はクロスビルである。

## 地理
アメリカ合衆国統計局によると、この郡は総面積1,774 km2 (685 mi2) である。このうち1,765 km2 (682 mi2) が陸地で9 km2 (3 mi2) が水地域である。総面積の0.49%が水地域となっている。

## 人口動勢
2000年国勢調査で、この郡は人口46,802人、19,508世帯、及び14,513家族が暮らしている。人口密度は27/km2 (69/mi2) である。13/km2 (33/mi2) の平均的な密度に22,442軒の住宅が建っている。この郡の人種的な構成は白人98.11%、アフリカン・アメリカン0.13%、先住民0.25%、アジア0.24%、太平洋諸島系0.03%、その他の人種0.45%、及び混血0.79%である。ここの人口の1.23%はヒスパニックまたはラテン系である。
この郡内の住民は21.40%が18歳未満の未成年、18歳以上24歳以下が6.70%、25歳以上44歳以下が25.10%、45歳以上64歳以下が26.30%、及び65歳以上が20.50%にわたっている。中央値年齢は42歳である。女性100人ごとに対して男性は94.40人である。18歳以上の女性100人ごとに対して男性は91.60人である。
この郡内の世帯ごとの平均的な収入は30,901米ドルであり、家族ごとの平均的な収入は35,928米ドルである。男性は26,559米ドルに対して女性は20,644米ドルの平均的な収入がある。この郡の一人当たりの収入 (per capita income) は16,808米ドルである。人口の14.70%及び家族の11.10%は貧困線以下である。全人口のうち18歳未満の21.80%及び65歳以上の9.30%は貧困線以下の生活を送っている。

## 都市及び町
- クロスビル (Crossville)
- プレゼントヒル (Pleasant Hill)
- Fairfield Glade
- Lake Tansi
- Crab Orchard